# Knut Petterson
Knut Erik Petterson, född 25 februari 1881 i Helsingborg, död där 13 februari 1966, var en svensk väg- och vattenbyggnadsingenjör.

## Biografi
Knut Petterson var son till sjökaptenen och skeppsredaren Carl Petterson. Han avlade mogenhetsexamen i Helsingborg 1898 och utexaminerades från Tekniska högskolans fackavdelning för väg- och vattenbyggnadskonst 1902. Han blev underlöjtnant i fortifikationens reserv 1903, var biträdande ingenjör hos chefen för västra väg- och vattenbyggnadsdistriktet 1903–1905 och var anställd vid Göteborgs hamnstyrelse 1905–1908. År 1908 blev Petterson arbetschef vid Göteborgs hamnstyrelses nybyggnadsavdelning, och 1911 blev han avdelningschef där. Han var överingenjör och teknisk chef vid styrelsen 1920–1943 samt VD i Dalslands kanal AB och Stora Lee-Östen kanal AB 1943–1946. Från 1946 var han konsulterande ingenjör i Göteborg. Inom Väg- och vattenbyggnadskåren blev Petterson kapten 1916, major 1927 och överstelöjtnant 1940. Han var lärare i vattenbyggnadskonst vid Chalmers tekniska institut 1911–1932 och vattenrättsingenjör vid Västerbygdens vattendomstol i vissa mål 1931–1933. Petterson anlitades i en mängd offentliga och enskilda förtroendeuppdrag, bland annat som ledamot av Statens fiskehamnssakkunniga 1922–1924 och de så kallade saltvattensakkunniga i målet rörande Vänerns reglering 1932–1938. Han var sekreterare i Tekniska samfundets avdelning för väg- och vattenbyggnadskonst 1911–1912, vice ordförande 1913–1916 och ordförande 1917–1918. Åren 1929–1935 var han vice ordförande i Svenska kommunaltekniska föreningen. Dessutom fungerade Petterson som styrelseledamot i Chalmers tekniska högskola 1939–1947 och i Statens skeppsprovningsanstalt 1940–1947. Petterson publicerade en mängd uppsatser, speciellt rörande hamnfrågor, bland annat i Tekniska samfundets handlingar, Tekniska tidskrifter och Internationella sjöfartskongressernas handlingar.